# Kodihalli, Belur
Kodihalli là một làng thuộc tehsil Belur, huyện Hassan, bang Karnataka, Ấn Độ.